# Henri Van Hecke
Henri Van Hecke est un musicien belge, violoniste, organiste, pédagogue, compositeur et directeur de conservatoire né à Tournai le 22 mars 1882 et décédé à Froyennes en 1934.

## Biographie
Henri Van Hecke naît à Tournai le 22 mars 1882. 
Il fait ses études au Conservatoire royal de Bruxelles où il obtient un premier prix de violon en 1896. Durant dix-huit années (de 1899 à 1917), il enseigne son instrument dans ce même Conservatoire, occupant successivement les fonctions de moniteur, chargé de cours et de professeur-adjoint. Parallèlement, il exerce les fonctions de maître de chapelle et d'organiste au sanctuaire de l'Enfant-Jésus à Forest, mieux connu comme église du Couvent des Pères Barnabites (à Bruxelles).
Artiste de renom, il donne de nombreux concerts en Belgique (dans le cadre de quatuors) ainsi qu'en Angleterre (à Londres).
En 1915, il épouse une violoniste américaine originaire de Boston, Rachel Thomas (1891-1943), venue en Belgique pour se perfectionner auprès de César Thomson (élève d'Henryk Wieniawski et Henri Vieuxtemps, Thomson est un des illustres représentants de l'École belge de violon).
À partir de 1924, il dirige, les concerts de la Société de Musique de Tournai. Fondée en 1888 par le Bourgmestre de Tournai, Alphonse Stiénon du Pré (1853-1918), cette Société avait rapidement acquis une réputation d'exception, mettant au programme, entre autres, des œuvres de Jules Massenet et de César Franck en présence des compositeurs, et en accueillant des musiciens tels Eugène Ysaÿe et son célèbre Quatuor.
En 1930, Henri Van Hecke devient directeur du Conservatoire de Tournai, succédant dans cette charge à Fernand Godart. 
Il décède prématurément en 1934. 
Henri Van Hecke est le grand-père de Michel Van Hecke, facteur belge de clavecins. 

## Compositeur

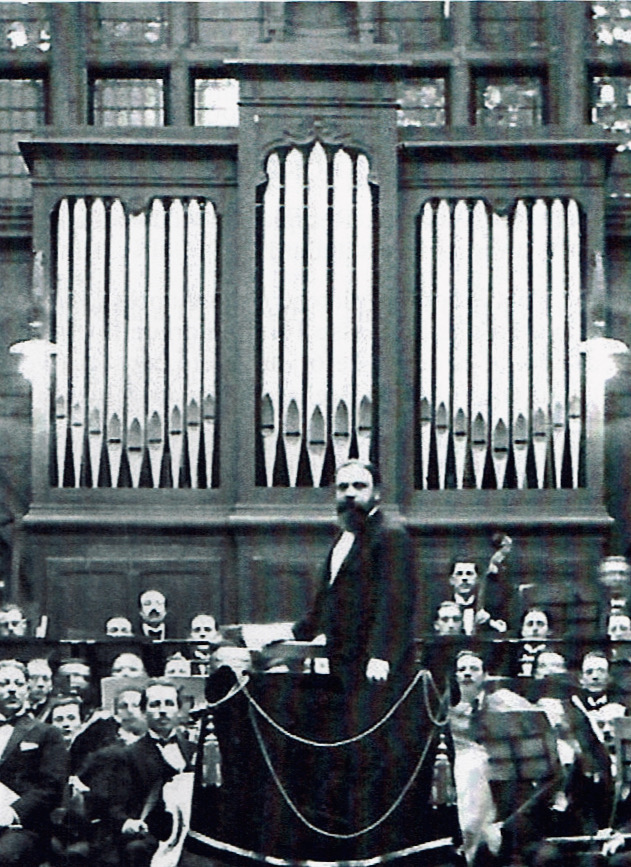
Henri Van Hecke et l'orchestre du Conservatoire de Tournai (années 1930)

Parmi le catalogue d'Henri Van Hecke, citons :

### Voix et piano (ou orchestre)
- Six chansons écossaises de Leconte de Lisle
- Les cloches de Rodenbach
- La chanson d'Ève.

### Musique de chambre
- Nocturne (pour violon et piano)
- Des Quatuors à cordes